# Ribičič
Ribičič je priimek več znanih Slovencev:
- Ciril Ribičič (*1947), pravnik, univ. profesor, politik, ustavni sodnik, publicist
- Danica - Vera Ribičič, šifrantka
- Josip Ribičič (1886—1969), učitelj, mladinski pisatelj in urednik
- Jurij Ribičič (1922—1994), politik ?
- Marinka Ribičič (1914—1976), političarka
- Mihael "Mišo" Ribičič (*1946), geolog, geotehnik, univ. prof.
- Mitja Ribičič (1919—2013), partizan, pesnik, oznovec in politik
- Mitko Ribičič (1948), športni delavec
- Roža Ribičič (1886—1982), učiteljica
- Vid(k)a Ribičič, otroška psihologinja